# Sébastien Corchia
Sébastien Corchia, född 1 november 1990, är en fransk fotbollsspelare som spelar för Amiens. Han spelar som högerback, men kan även spela som högermittfältare. 
Corchia är känd för sitt offensiva spel och sina frisparkar. 

## Klubbkarriär
I juli 2017 värvades Corchia av Sevilla. Den 19 augusti 2018 lånades Corchia ut till Benfica på ett låneavtal över säsongen 2018/2019. Den 21 augusti 2019 lånades Corchia ut till Espanyol på ett låneavtal över säsongen 2019/2020.
Den 7 oktober 2020 värvades Corchia av Nantes, där han skrev på ett treårskontrakt. I juli 2023 värvades Corchia av Amiens, där han skrev på ett tvåårskontrakt.

## Landslagskarriär
Corchia har representerat Frankrike på U17-nivå, U18-nivå, U19-nivå samt U21-landslaget. Corchia innehar dubbelt medborgarskap, på grund av sin franska samt italienska härkomst.
Han debuterade för Frankrikes landslag den 15 november 2016 i en match mot Elfenbenskusten (0–0), där han byttes in i den 69:e minuten mot Djibril Sidibé.